# Lampetis maraguana
Lampetis maraguana es una especie de escarabajo del género Lampetis, familia Buprestidae. Fue descrita científicamente por Obenberger en 1936.